# 饗庭伸
饗庭 伸（あいば しん、1971年3月31日 - ）は、日本の工学者・都市計画家。学位は、博士（工学）（早稲田大学・論文博士・2003年）。東京都立大学教授。兵庫県西宮市出身。

## 略歴
出典:
- 1971年 - 兵庫県西宮市生まれ。
- 1989年 - 早稲田大学本庄高等学院卒業
- 1993年 - 早稲田大学理工学部建築学科卒業
- 2000年 - 東京都立大学工学研究科建築学専攻
- 2005年に東京都立大学は首都大学東京に改組
- 2007年10月 - 首都大学東京准教授
- 2017年4月 - 首都大学東京教授
- 2020年4月 - 再度の改称により東京都立大学教授

## 活動
山形県鶴岡市の一連のまちづくり（1996年-）、東京都の震災復興模擬訓練（2003年-2007年）、東京都国立市やぼろじ（2010年-）、岩手県大船渡市三陸町綾里地区の復興（2012年-）などに関わる。
まちづくり情報センターかながわ（アリスセンター）理事・理事長（1999年-2004年）、市民と議員の条例づくり交流会議 共同代表（2008年-2017年）。国土交通省社会資本整備審議会都市計画制度小委員会専門委員（2017年-2020年）。

## 著作

### 単著
- 『都市の問診』鹿島出版会 2022年4月12日 ISBN 4306073599
- 『平成都市計画史－転換期の30年間が残したもの・受け継ぐもの』 花伝社 2021年2月9日 ISBN 4763409557
- 『都市をたたむ』 花伝社 2015年12月16日 ISBN 4763407627

### 編著
- 『グローバル化と日本 (グローバル・スタディーズ叢書 4)』東信堂 2024年11月19日 ISBN 4798919209
- 『コミュニティデザインの現代史: まちづくりの仕事を巡る往復書簡』学芸出版社 2024年9月1日 ISBN 4761529008
- 『「２０３０年日本」のストーリー―武器としての社会科学・歴史・イベント』東洋経済新報社 2023年2月23日 ISBN 4492503412
- 『シティ・カスタマイズ 自分仕様に「まち」を変えよう』晶文社 2022年5月27日 ISBN 479497311X
- 『素が出るワークショップ: 人とまちへの視点を変える22のメソッド』学芸出版社、2020年9月16日 ISBN 4761527528
- 『津波のあいだ、生きられた村』 鹿島出版会 2019年9月19日 ISBN 430607353X
- 『コミュニティによる地区経営』 鹿島出版会 2018年9月8日 ISBN 4306046680
- 『初めて学ぶ都市計画(第二版) 』 市ヶ谷出版社 2018年3月20日 ISBN 4870710099
- 『まちづくり教書』 鹿島出版会 2017年2月16日 ISBN 4306073335
- 『まちづくりの仕事ガイドブック』 学芸出版社 2016年8月31日 ISBN 4761513632
- 『自分にあわせてまちを変えてみる力―韓国・台湾のまちづくり』 萌文社 2016年3月31日 ISBN 4894913089
- 『東京の制度地層』 公人社 2015年4月 ISBN 4861621011
- 『白熱講義 これからの日本に都市計画は必要ですか』学芸出版社 2014年5月26日 ISBN 4761525711
- 『初めて学ぶ都市計画』 市ヶ谷出版社 2008年4月 ISBN 4870710048